# Temperatura przejścia w stan kruchy
Temperatura przejścia w stan kruchy - to temperatura materiału, poniżej której następuje wyraźne zmniejszenie udarności.